# Punta Fiorelli
La Punta Fiorelli (2391 m s.l.m.) è una cima della Val Masino. È posta a cavallo tra la Val Merdarola e la Val dell'Oro, le quali sono valli laterali della più estesa Val Masino.

## Descrizione
Si tratta di una piramide granitica abbastanza tozza, con due pareti (nord e sud) piuttosto verticali.

## Vie alpinistiche
La Punta Fiorelli è famosa soprattutto per le sue vie di arrampicata, e per questo spesso meta di alpinisti. Le sue vie principali si sviluppano lungo la parete nord e la parete sud.

### Parete sud
- Waiting List - 1994 - Prima salita di Marco Corti e Anouk Tankis, 280 m/6b.[1][2]
- Quattro salti in padella - 2001 - Prima salita di L. Martinelli, A. Pavan, A. Penco, P. Serralunga, 270 m/6c+,A0.[2][3]
- La 40ª estate - luglio 2009 - Prima salita di Rossano Libéra e Sabina Bottà, 275 m/VIII.[2]

### Parete nord
- Via Esposito, - 1942 - Prima salita di Gino Esposito e compagni, VI- e artificiale.[4]
- Via Bonatti - 1953 - Prima salita di Walter Bonatti e compagni, V+/A1.[4]
- Siddharta - 1990 - Prima salita di D. Galbiati, D. Corbetta, R. Biffi, L. Cattaneo, O. Pozzan, 6b.[4]

## Galleria d'immagini

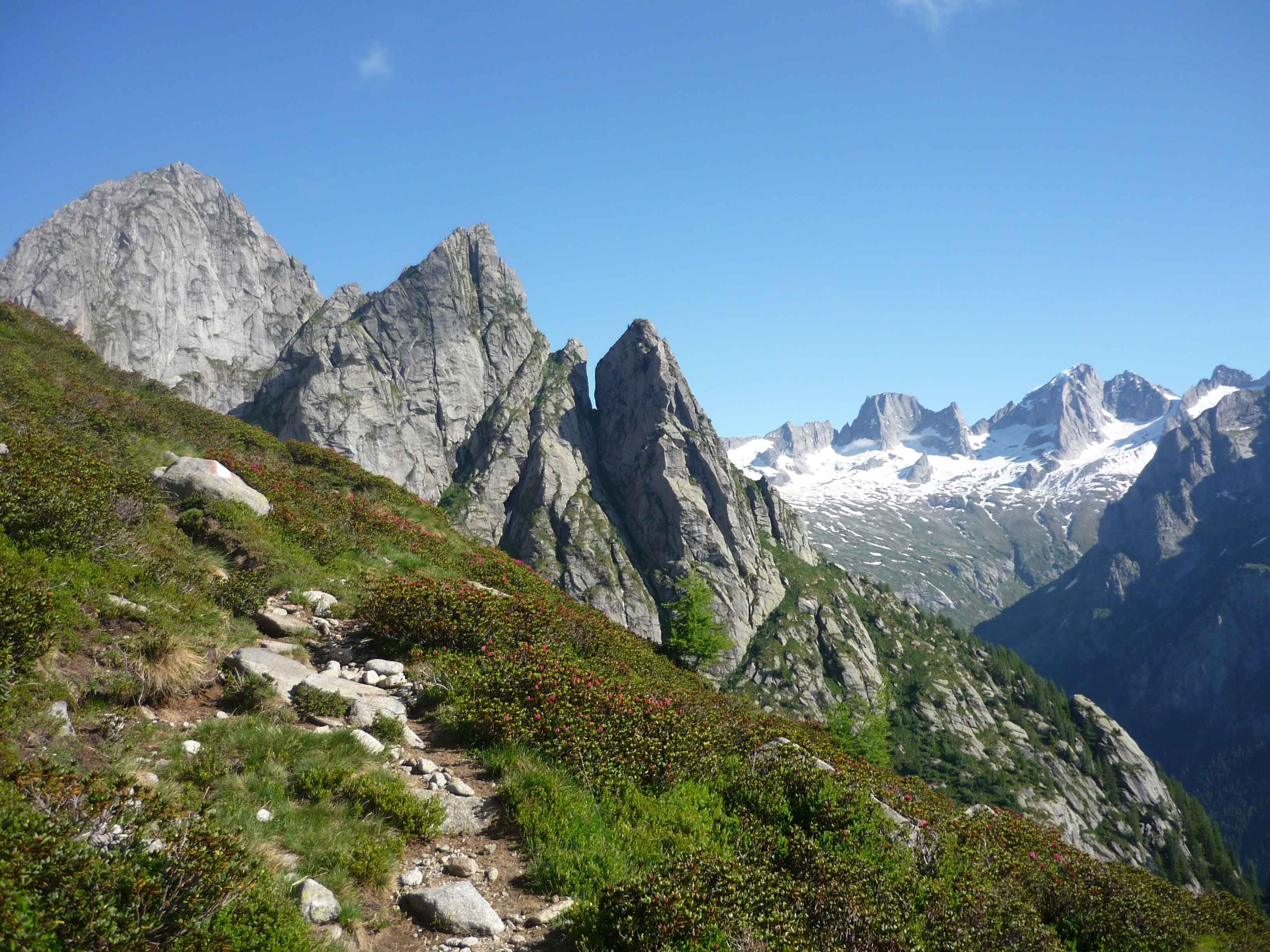
In primo piano la Punta Fiorelli, in secondo piano il Pizzo Badile (a sinistra) e il Pizzo Cengalo visti dalla val Merdarola